# Liberal South East European Network
Das Liberal South East European Network (LIBSEEN, deutsch: liberales südosteuropäisches Netzwerk) ist eine liberale europäische politische Allianz aus dem südöstlichen Europa. Die Vereinigung wurde 2008 in Skopje gegründet und hat derzeit 19 Mitglieder in 11 Ländern.
Ziel ist die Stärkung liberaler Politik in der Region sowie die stärkere Anbindung der Balkanstaaten an die Europäische Union.
Die meisten Mitgliedsparteien sind auch Mitglied in der europäischen Partei Allianz der Liberalen und Demokraten für Europa und der Liberalen Internationalen.
Derzeitige Präsidentin ist die kroatische Außenministerin Vesna Pusić.

## Mitglieder

### Parteien
| Land                    | Partei                                         | Nationale Abgeordnete | Europa- Abgeordnete |
| ----------------------- | ---------------------------------------------- | --------------------- | ------------------- |
| Bosnien und Herzegowina | Naša stranka                                   | 2/42                  | nicht in der EU     |
| Bulgarien               | Dvizhenie za prava i svobodi                   | 36/240                | 4/17                |
| Kosovo                  | Aleanca Kosova e Re                            | 4/120                 | nicht in der EU     |
| Kroatien                | Hrvatska narodna stranka – Liberalni demokrati | 11/151                | 1/11                |
| Kroatien                | Hrvatska socijalno liberalna stranka           | 2/151                 | –                   |
| Kroatien                | Istarski demokratski sabor                     | 3/151                 | –                   |
| Moldau                  | Partidul Liberal                               | –                     | nicht in der EU     |
| Montenegro              | Liberalna Partija Crne Gore                    | 1/81                  | nicht in der EU     |
| Nordmazedonien          | Liberalna Partija na Makedonija                | –                     | nicht in der EU     |
| Nordmazedonien          | Liberalno-demokratska partija                  | –                     | nicht in der EU     |
| Rumänien                | Alianța Liberalilor și Democraților            | 12/176                | 2/32                |
| Serbien                 | Liberalno-demokratska partija                  | –                     | nicht in der EU     |
| Serbien                 | Pokret slobodnih građana                       | –                     | nicht in der EU     |
| Serbien                 | Nova stranka                                   | –                     | nicht in der EU     |
| Slowenien               | Konkretno                                      | –                     | –                   |

### Denkfabriken
- Slowenien: Novum Institute
- Ungarn: Hungarian European Society